# Udacznyj
Udacznyj (ros. Удачный) (66°24′N 112°18′E/66,400000 112,300000) – miasto w północno-wschodniej Syberii, w ułusie mirnińskim w rosyjskiej republice Jakucji.
Liczy 15,5 tys. mieszkańców (2005). Położone jest 300 km na południe od koła podbiegunowego, nad brzegami rzeki Marchy w odległości 1370 km od Jakucka i 550 km od Mirnego.
Założone w 1955 jako osiedle po odkryciu komina kimberlitowego z dużą zawartością diamentów. W 1987 otrzymało status miasta.
2 października 1974 w okolicy komina kiberlitowego, 2,5 km na północ od miasta przeprowadzono na zlecenie Ministerstwa Metalurgii Kolorowej ZSRR próbę jądrową o sile 1,7 kilotony.